# 國志虞
國志虞（1439年—？），字宗舜，直隸保定府安肅縣人，民籍。明朝政治人物。進士出身。

## 生平
順天府鄉試第九十一名。成化八年（1472年）壬辰科會試第二百四十名，殿試登進士第三甲第一百六十五名。

## 家族
曾祖父國仲禮，曾任百戶。祖父國順，曾任知縣。父亲國泰，曾任巡檢。母黄氏。具慶下。娶張氏，繼娶趙氏。